# Улица Шумайлова
Улица Шумайлова (до 1957 года — Верхний переулок) — улица в жилом районе «Север» Октябрьского административного района города Ижевска. Проходит от Милиционной улицы до улицы Коммунаров. Нумерация домов ведётся от Милиционной улицы.

## История
Улица образовалась в XIX веке на северной окраине посёлка Ижевского завода и первоначально называлась Верхним переулком.
28 октября 1957 года по решению исполкома городского совета депутатов Верхний переулок был переименован в честь Владимира Афанасьевича Шумайлова (1891—1922) — потомственного рабочего-оружейника, революционера, руководителя ижевской партийной организации большевиков.

## Расположение и маршрут
Улица Шумайлова расположена к северу от центра города, в Октябрьском районе Ижевска, на территории 11-го и 12-го микрорайонов жилого района «Север». Находится между улицей Кирова и Раздельным переулком. Улица пролегает с запада на восток, от Милиционной улицы до улицы Коммунаров. Пересекает улицы Карла Маркса, Вадима Сивкова, Красноармейскую и Пушкинскую. С северной стороны примыкают улицы Лазо и Щорса.

## Примечательные здания и сооружения
По нечётной стороне
По чётной стороне
- Дом 20а — медицинская клиника «Медицея»

## Транспорт
- к началу улицы — трамвай № , ,  и  (ст. «Монтажный техникум»), троллейбус № 6, 9, автобус № 36, 56 (ост. «Магазин „Подарки“»)
- к середине улицы — трамвай № , , , ,  и  (ст. «Магазин „Океан“»), маршрутное такси № 52 (ост. «Главпочтамт»)
- к концу улицы — трамвай № , ,  (ст. «Международный университет»), троллейбус № 1, 4, 7, автобус № 19, 26, 28, 39 (ост. «Ул. Кирова»), маршрутное такси № 52 (ост. «Ул. Пушкинская»)